# Edmond Gaudart
 (décembre 2010).
Pour les articles homonymes, voir Gaudart.
Marie Antoine Edmond Gaudart, né le 10 mai 1859 à Karikal (Inde française) et mort le 16 novembre 1942 à Pondichéry (Inde française), est un gouverneur colonial et historien français.

## Famille
Fils d’Eustache Gaudart, de la famille Gaudart de l'Inde française, doyen des Conseils agréés de Karikal, et de Elizabeth Théodora dite Lize Jude, Edmond Gaudart épouse, le 20 février 1882, à Karikal, Mary Catherine Conroy (1863-1929), fille de Francis Conroy, ingénieur des services forestiers de l’Inde anglaise, et de Mary Donaghue. De cette union naquirent dix enfants parmi lesquels l'administrateur colonial Franck Gaudart et le pionnier de l'aviation Louis Gaudart.

## Biographie
Edmond Gaudart fut un gouverneur honoraire des colonies et un historien, président de la Société de l'histoire de l'Inde française, président du Comité de l'organisation locale de l'Inde française à l’Exposition coloniale internationale de 1931.
Par décision du 28 mars 1929, il est nommé Président de la Commission chargée d'étudier la réorganisation de l'enseignement technique dans la colonie. 
Par ailleurs, il sera président de la Commission de surveillance de la bibliothèque de Pondichéry et des archives de l'Inde française, secrétaire du Conseil de fabrique, et membre de plusieurs sociétés savantes. 
En tant qu'administrateur colonial, il a été gouverneur du  Sénégal et du Dahomey en 1908, succédant à Jean Peuvergne. Il sera remplacé à Dakar par le même Jean Peuvergne.
Il prend sa retraite en 1910 puis consacre tout son temps à rédiger des ouvrages sur l'histoire de l'Inde française.

## Décorations
- Chevalier de la Légion d'honneur (4 aout 1907)
- Officier d'académie (8 aout 1892)

## Publications
Edmond Gaudart est l'auteur de nombreux ouvrages sur l’Inde française, dont : 
- Catalogue des manuscrits des anciennes archives de l’Inde française, huit tomes, 1927-1936 ;
- Les privilèges du commerce français dans l’Inde, 1935 ;
- Les conflits religieux de Chandernagor, 1935 ;
- Les archives de Madras et l’histoire de l’Inde française, première partie, période de François Martin, 1674-1707, 1936 ;
- Les archives de Pondichéry et les entreprises de la compagnie française des Indes en Indochine au XVIIIe siècle, 1937.

### Sources
- J. Valynseele, « Edmond Gaudart », in M. Prevost, Roman d'Amat et H. Tribout de Morembert, Dictionnaire de biographie française, Fascicule LXXXVII « Garnier-Gaultier », Paris, Librairie Letouzey et Anè, 1980.
- Lucien-Jean Bord et Michel Gaudart de Soulages, Dictionnaire généalogique des Familles de l'Inde française, broché, 411 p., 1984.
- Agnès de Place, Histoire et Généalogie de la Famille Gaudart, broché, 513 p., 1995.
- Agnès de Place, Dictionnaire généalogique et Armorial de l'Inde française 1560-1962, broché, 592 p., 1997.
- « Gaudart » et « Gaudart de Soulages », in Hubert Lamant, Armorial Général et Nobiliaire Français, juin 2009 (réimpr. Tome XLIX, nos 193-196, Fascicules 1-4), broché, 319 p.